# Revúca
Revúca (în germană Groß-Rauschenbach, în maghiară Nagyröcze) este un oraș din Slovacia cu 13.894 locuitori.

## Demografie
| An:                | 1994   | 2004   | 2014   | 2024    |
| ------------------ | ------ | ------ | ------ | ------- |
| Număr de persoane: | 14.001 | 13.147 | 12.620 | 10.874  |
| Diferență:         |        | −6,09% | −4,00% | −13,83% |

| An:                | 2023   | 2024   |
| ------------------ | ------ | ------ |
| Număr de persoane: | 10.958 | 10.874 |
| Diferență:         |        | −0,76% |